# Gomez's Hamburger
Gomez’s Hamberger, även känd som IRAS 18059-3211, eller GOMEZ’s Whopper, stjärna i mellersta delen av stjärnbilden Skytten och anses vara en ung stjärna omgiven av en protoplanetär skiva. Den identifierades ursprungligen som en planetarisk nebulosa, och dess avstånd uppskattades vara ca 6 500 ljusår från jorden. Nya resultat tyder emellertid på att objektet är en ung stjärna omgiven av en protoplanetär skiva, på ett avstånd av cirka 900 ljusår.

## Observation

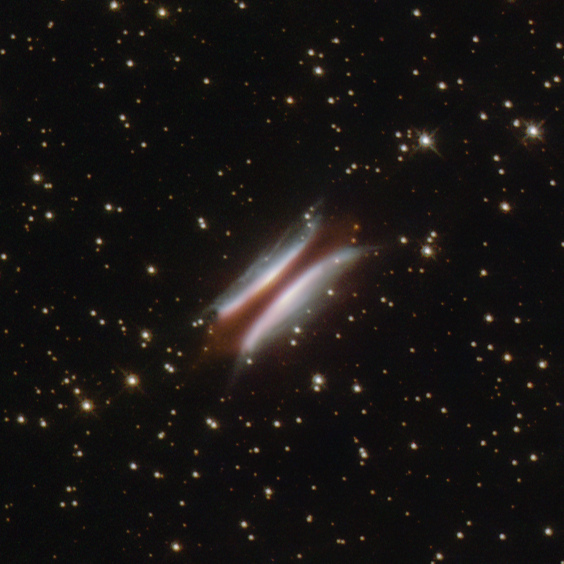
IRAS 18059-3211 sedd med Hubbleteleskopet

Stjärnan upptäcktes 1985 på astrofotografier som tagits av Arturo Gómez, teknisk assistent vid Cerro Tololo Inter-American Observatory nära Vicuña, Chile. Bilderna tyder på att det finns ett mörkt band över objektet, men dess exakta struktur är svår att fastställa på grund av den atmosfäriska turbulensen som gör alla bilder tagna från marken svårtolkade. Stjärnan själv har en yttemperatur på ca 10 000 K.
"Bullarna" är ljus som reflekteras av stoft. En stoftskiva som ses nästan exakt på kanten skymmer stjärnan och genererar det mörka bandet i mitten, "burgaren". Den har en svag visuell skenbar magnitud på 14,4.

## Möjlig protoplanet
En emission vid den södra delen av skivan som ses vid kolmonoxidavbildning, såväl som vid mid-infraröd avbildning, tolkades som en protoplanetkandidat. Denna kandidat skulle ha en massa på 0,8-11,4 jupitermassor. Protoplanetskivor kan dock bilda skivfragment som är gravitationsbundna och kan likna protoplaneter. I fallet med GoHam b är det inte klart om det är en protoplanet eller bara ett skivfragment.